# Lincoln, Alabama
Lincoln là một thành phố thuộc quận Talladega, tiểu bang Alabama, Hoa Kỳ. Dân số năm 2009 là 6088 người, mật độ đạt 94 người/km².